# Macapta albivitta
Macapta albivitta là một loài bướm đêm trong họ Noctuidae.